# Lamar Trotti
Lamar Trotti (ur. 18 października 1900 w Atlancie, zm. 28 sierpnia 1952 Oceanside) – amerykański scenarzysta i producent filmowy. Zdobywca Oskara w 1945 roku za film Wilson w kategorii Najlepszy scenariusz oryginalny jak również nagrodzony w 1950 roku przez Amerykańską Gildię Scenarzystów w kategorii Najlepszy scenariusz westernu za film Droga do Yellow Sky.